# ヴィッラ・バジーリカ
ヴィッラ・バジーリカ（伊: Villa Basilica）は、イタリア共和国トスカーナ州ルッカ県にある、人口約1,500人の基礎自治体（コムーネ）。

## 地理

### 位置・広がり
ルッカ県東部、メディア・ヴァッレ・デル・セルキオ地方 (it:Media valle del Serchio) のコムーネ。

#### 隣接コムーネ
隣接するコムーネは以下の通り。括弧内のPTはピストイア県所属を示す。
- バーニ・ディ・ルッカ
- ボルゴ・ア・モッツァーノ
- カパンノリ
- ペーシャ (PT)

### 気候分類・地震分類
ヴィッラ・バジーリカにおけるイタリアの気候分類 (it) および度日は、zona E, 2924 GGである。
また、イタリアの地震リスク階級 (it) では、zona 2 (sismicità media) に分類される。

## 行政

### 分離集落
ヴィッラ・バジーリカには、以下の分離集落（フラツィオーネ）がある。
- Barbagliana, Biecina, Botticino, Boveglio, Capornano, Colognora, Distendino, Duomo, Guzzano, Pariana, Pracando, Ponte a Villa, Pontoro